# Cyclocross Durham 2014
De 2e editie van de Cyclocross Durham werd gehouden op 16 november 2014 in Durham. De wedstrijd was de derde manche van de National Trophy Series 2014-2015. In 2013 won de Brit Paul Oldham. Deze editie werd gewonnen door zijn landgenoot Alex Paton.

## Mannen elite

### Uitslag
| Plaats  | Naam            | Ploeg                          | Tijd    |
| ------- | --------------- | ------------------------------ | ------- |
| Winnaar | Alex Paton      | Pedal Heavan Colbornes         | 59'13"  |
| 2       | Jody Crawforth  | Hargroves Cycles-Ridley        | + 18"   |
| 3       | Ben Sumner      | Beeline Bicycles               | + 23"   |
| 4       | Steven James    | Hargroves Cycles-Ridley        | + 41"   |
| 5       | Lewis Craven    | Wheelbase Altura MGD           | + 50"   |
| 6       | Jack Clarkson   | Hope Factory Racing            | + 52"   |
| 7       | Nicholas Barnes | www.zepnat.com RT/GSG Clothing | z.t.    |
| 8       | Tony Fawcett    | Pioneer Scott Syncros          | + 1'15" |
| 9       | Nick Craig      | Pioneer Scott Syncros          | + 1'22" |
| 10      | Steven Roach    | Ride Coventry                  | + 1'34" |

| Pos. | Punten |
| ---- | ------ |
| 1    | 40     |
| 2    | 30     |
| 3    | 20     |
| 4    | 15     |
| 5    | 10     |
| 6    | 8      |
| 7    | 6      |
| 8    | 4      |
| 9    | 2      |
| 10   | 1      |

 Cyclocross Shrewsbury · 
 Cyclocross Southampton · 
 Cyclocross Durham · 
 Cyclocross Milton Keynes · 
 Cyclocross Bradford · 
 Cyclocross Derby